# Synagoge Buttenheim

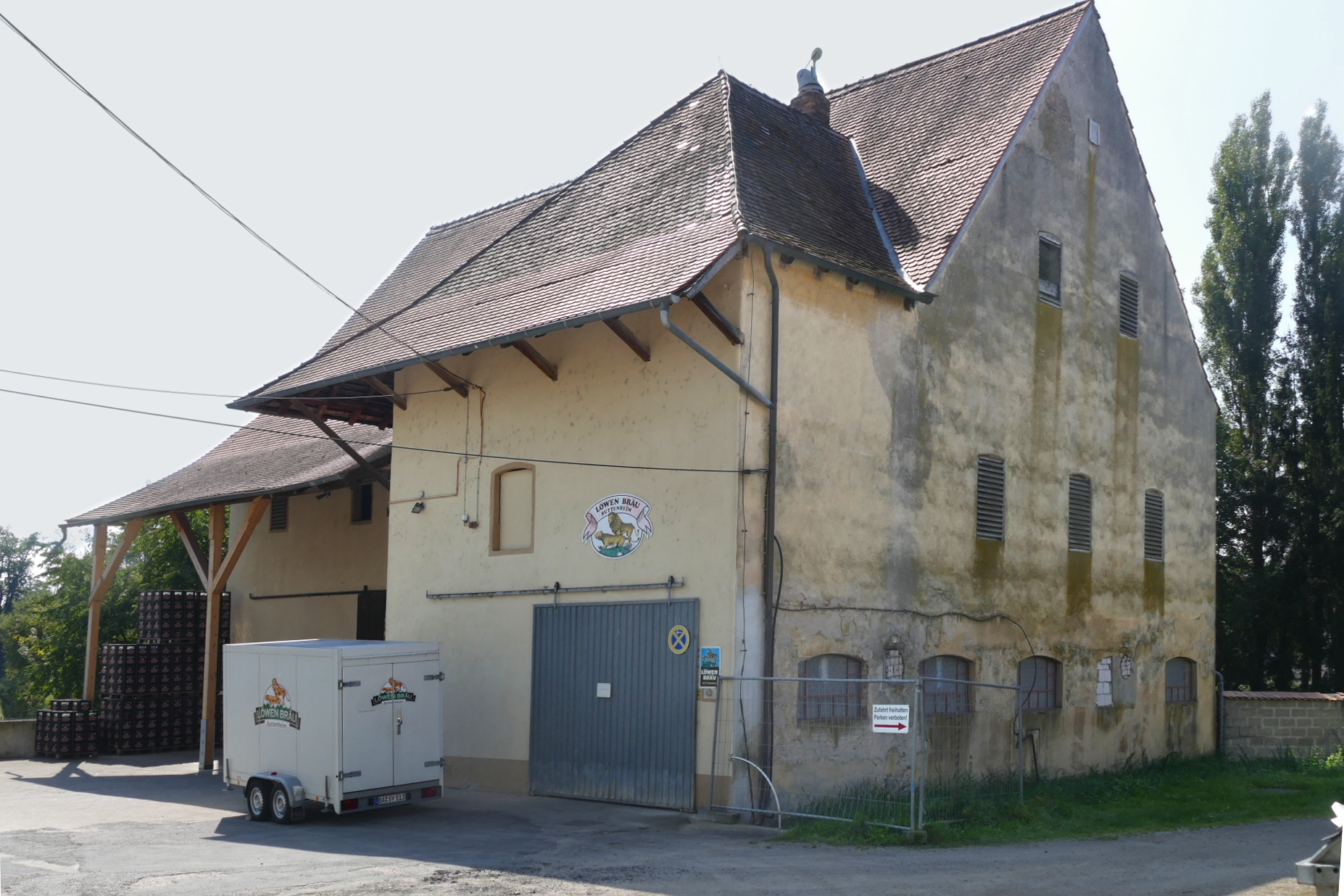
Ehemalige Synagoge Buttenheim, in umgebauter, stark veränderter Form (2021)

Die Synagoge Buttenheim wurde 1740 im oberfränkischen Buttenheim erbaut und diente der dortigen jüdischen Gemeinde bis zu ihrer Auflösung im Jahr 1892 als religiöses Zentrum. Auch danach wurde sie vereinzelt zu Gottesdiensten genutzt. Um die Umwandlung der Synagoge in ein Freizeitheim für die Hitlerjugend zu verhindern, verkauften die verbliebenen Juden sie 1937 an eine ortsansässige Brauerei. Kurz darauf wurde sie durch umfassende Umbauten so sehr verändert, dass sie heute als „total verloren“ gilt.

## Mögliche erste Synagoge
Erste Juden in Buttenheim sind um 1450 nachgewiesen. In einem Schuldenverzeichnis aus der Zeit wird vermerkt, dass ein „Cohn aus Bayreuth, etwan zu Buttenheim“, ausstehende Darlehen in Höhe von 35 Gulden 487 Pfund hatte. 1470 führte ein Buttenheimer Jude Klage vor dem Landgericht Bamberg. Am 30. März 1593 erging ein Verbot an Juden, sonntags über den Buttenheimer Kirchhof zu spazieren. Diese Vorschrift zielte auf die Unterbindung jüdischer Handelsgeschäfte am Sonntag und deutet darauf hin, dass sich spätestens ab diesem Zeitpunkt Juden dauerhaft im Ort niedergelassen hatten. Der liberalkatholische Pfarrer, Landtagsabgeordnete und Lokalhistoriker Johannes Grandinger erwähnt in einem Buch über Buttenheim aus dem Jahr 1926 – allerdings ohne Quellenangabe –, dass sich Juden nach 1525 in den Ruinen des im Bauernkrieg abgebrannten Oberen Schlosses niedergelassen und dort auch eine Synagoge aufgebaut hätten. Zu dieser Zeit sei Juden die Ansiedlung nur „auf verödeten Hofstätten“ erlaubt worden. Urkundlich genannt wird diese Synagoge jedoch nicht.

## Synagoge von 1740

### Gebäude
Die Buttenheimer Synagoge war in einem großzügigen Gebäudekomplex untergebracht, der 1740 unweit des heute existierenden Unteren Schlosses errichtet wurde. Grundrisse, andere Pläne oder der Name des Baumeisters sind nicht überliefert. Im Grundsteuerkataster von 1848 erschien die Synagoge unter der Hausnummer 33 a. Heute befindet sich das stark veränderte Gebäude im Hinterhof des Anwesens Marktstraße 8, zentral im Ort.

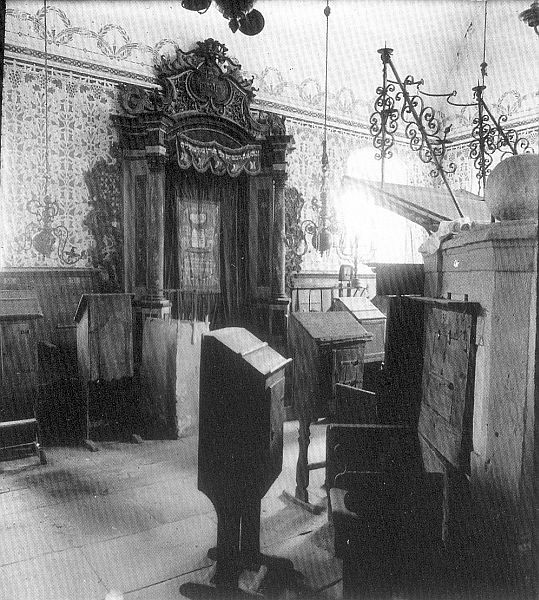
Blick auf Bima, Toraschrein und Parochet. Aufnahme von Theodor Harburger (1928)

Die Synagoge mit ihren beachtlichen Ausmaßen galt als „ortsbildprägend“. Ein mächtiges Mansarddach, das an einer Seite herabgezogen war, beherbergte den Hauptraum und einen Querbau. In Letzterem waren eine Herberge für durchreisende Juden sowie eine Religionsschule für Kinder untergebracht. Außerdem befanden sich in dem Gebäude mehrere Wohnungen und ein im Kataster vermerktes „Tauchhäusl“, also eine Mikwe zur Erlangung ritueller Reinheit, die von einem Seitenarm des Deichselbachs gespeist wurde.
Die erhalten gebliebene Südwand des Gebäudes enthielt mehrere Fenster, die vermutlich ursprünglich halbkreisförmig geschlossen waren. Drei dieser Fenster waren dem Männerbetsaal zuzuordnen. Der Eingang erfolgte über die Nordseite. Vom tonnengewölbten Hauptraum der Synagoge, zu dem man einige Treppen hinuntergehen musste, führten weitere Stufen zur Frauensynagoge im Westen, die ca. 1,30 Meter höher lag und durch ein Holzgitter abgetrennt war. Die Frauen nutzten in der Regel jedoch einen eigenen Eingang; im Dachgeschoss des Gebäudes sollen sie über einen weiteren Raum verfügt haben.
Historische Aufnahmen des Münchner Kunsthistorikers Theodor Harburger aus den 1920er Jahren zeigen eine qualitätvolle Ausstattung der Synagoge aus der Erbauungszeit. An der Ostwand befand sich der prachtvoll gestaltete, etwa vier Meter hohe Toraschrein mit einem von reichen Schnitzereien geprägten Giebel im Stil des Rokoko. Zwei glatte Säulen mit korinthischen Kapitellen flankierten den Schrein und trugen den Architrav. Links und rechts des Schreins standen Stehpulte für den Rabbiner und den Lehrer. In der Mitte des Raumes erhob sich auf achteckigem Grundriss die etwa 2,70 Meter hohe steinerne Bima, an deren Geländer eine Ablage zum Vorlesen der Torarolle angebracht war. Die Sitzplätze der Männer befanden sich an den Wänden, von wo aus die Bima zu sehen war. Vor jedem Sitzplatz stand ein Pult, in dem Gebetbuch und Gebetsmantel aufbewahrt werden konnten.

### Entwicklung der Gemeinde

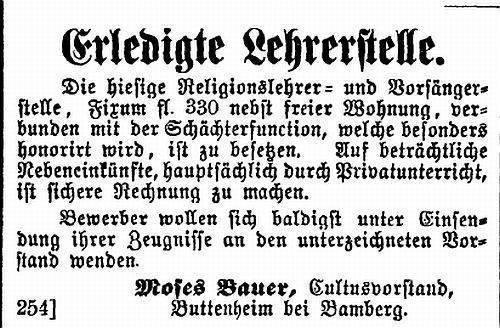
Stellenausschreibung in der Zeitschrift Der Israelit (1875)

Schon 1731, also neun Jahre vor Errichtung der Synagoge, legte die jüdische Gemeinde in Buttenheim ein Geburtenregister an. Bis Anfang des 19. Jahrhunderts waren die Mitglieder der Gemeinde sogenannte Schutzjuden unter anderem der Markgrafschaft Bayreuth und des bambergischen Amtes Eggolsheim. 14 jüdische „Häuslein“ und die Synagoge unterstanden dem Freiherren von Seefried. Die jüdische Gemeinde pflegte gute Kontakte zu den Juden im nahegelegenen Gunzendorf, wo die Zahl der Juden zeitweise offenbar zu gering war, um einen Minjan, also eine Mindestzahl von mindestens zehn im religiösen Sinne mündigen Juden, zu bilden.
Gegen Ende des 18. Jahrhunderts lebten etwa 200 Juden in Buttenheim. Die zahlenmäßig recht bedeutende Gemeinde verfügte anfangs über einen eigenen Ortsrabbiner, ab 1777 den aus einer Gelehrtenfamilie stammenden Uri Feust, der 1794 Buttenheim Richtung Bamberg verließ. Nach seinem Wegzug übernahmen die Lehrer der Religionsschule auch die Leitung der Gottesdienste in der Synagoge. 1825 erhielt der Lehrer für jedes Schulkind vier Gulden jährlich sowie Brennholz gratis. Von 1828 bis 1830 versah Josef Eisenmann aus Burgkunstadt diesen Dienst, anschließend Hänlein Lehrberger aus Fürth, der bis 1873 aktiv war. Zu seinen Schülern zählte der 1829 geborene Levi Strauss, der als Erfinder der Jeans und bis heute als bekanntester Sohn des Ortes gilt. Im Jahr 1873 wurde Nathan Friedenhain aus Werneck als Religionslehrer in Buttenheim angestellt. Er verrichtete dieselben Tätigkeiten wie seine Vorgänger und wirkte zusätzlich auch als Chasan, d. h. Vorbeter in der Synagoge, und als Schächter.
Ab 1819 verfügte die jüdische Gemeinde in Buttenheim über einen vor dem Ort gelegenen Friedhof. Mehrere Gemeindemitglieder bestritten zu dieser Zeit ihren Lebensunterhalt durch Pferde- und Viehhandel, andere arbeiteten in der Landwirtschaft sowie als Kaufleute, Metzger, Seifensieder, Schuster und Tuchmacher. Das Bayerische Judenedikt von 1813, das für jeden Ort eine Höchstzahl jüdischer Einwohner vorschrieb und dadurch die Gründung von Familien unterbinden konnte, wirkte sich negativ auf die Entwicklung der Gemeinde aus. Aufgrund der schwierigen wirtschaftlichen Verhältnisse wanderten zudem viele Juden aus, darunter die Familie von Levi Strauss, die sich in San Francisco niederließ. Die Zahl der jüdischen Bewohner in Buttenheim sank von 174 im Jahr 1825 auf 73 im Jahr 1867. Die Aufhebung der Wohnortbeschränkung im Jahr 1861 verursachte eine weitere Abwanderungswelle; viele Juden zogen nun in die umliegenden Städte.

### Nutzung nach 1892
Diese Schrumpfungsprozesse führten dazu, dass sich die Jüdische Gemeinde Buttenheim am 28. März 1892 auflöste. Die Buttenheimer Juden – im Jahr 1900 handelte es sich noch um elf Personen – besuchten nun den Gottesdienst in Hirschaid. Ihre eigene Synagoge nutzten sie nur noch zu besonderen Festlichkeiten. Die Wohnungen in der Synagoge vermieteten sie an christliche Familien, die Mikwe wurde verschlossen.
Im Herbst 1923 wurde in Buttenheim ein „Wehrtrupp des deutschen Wandervereins im Bund Bayern und Reich“ gegründet, der gegen die wenigen verbliebenen Juden am Ort hetzte. Der katholische Pfarrer zu dieser Zeit, Johannes Grandinger, wehrte sich energisch gegen diese Anfeindungen und wurde daraufhin selbst bedroht. Im Januar 1924 wurde auf sein Pfarrhaus ein Sprengstoffanschlag verübt, bei dem Personen nicht zu Schaden kamen. In der Nacht vom 20. auf den 21. Dezember 1931 wurden 67 Grabsteine des jüdischen Friedhofs umgeworfen und zum Teil schwer beschädigt.
Angesichts dieser Entwicklungen und nicht zuletzt nach der Machtergreifung durch den Nationalsozialismus im Jahr 1933 verließen weitere Juden den Ort. Ein letzter Gottesdienst in der Buttenheimer Synagoge fand 1936 zur Bar Mitzwa von Willi Habermann statt. Im Winter 1936/37 erfuhr sein Vater, der die Juden in Buttenheim betreute, dass der nationalsozialistische Bürgermeister des Ortes plante, in der Synagoge eine Freizeitstätte für die Hitlerjugend einzurichten. Um dies zu verhindern, betrieb Habermann 1937 den Verkauf der Synagoge an eine Brauerei am Ort. Die wertvollsten Teile der Inneneinrichtung, darunter Bima und Toraschrein, wurden in die Bamberger Synagoge überführt. Dort wurden sie während der Novemberpogrome 1938 ein Opfer der Flammen. Eine alte, kostbare Torarolle wurde von einem ehemaligen Gemeindemitglied in die USA gebracht und auf diese Weise gerettet.
Die Familie Habermann – die letzten Buttenheimer Juden – verließ den Ort 1939. Von der ehemaligen Synagoge ist kaum etwas bewahrt. Sie wurde gleich nach ihrem Verkauf erheblich umgestaltet und diente zunächst als Stall, später als Lagerhalle. Keines der ehemaligen Gemeindemitglieder kehrte nach dem Holocaust nach Buttenheim zurück.